# Pematang Sungai Baru
Pematang Sungai Baru is een bestuurslaag in het regentschap Asahan van de provincie Noord-Sumatra, Indonesië. Pematang Sungai Baru telt 3864 inwoners (volkstelling 2010).